# Црква Свете Тројице (Пашино брдо)
Црква Свете Тројице (Пашино Брдо) је српска православна црква, саграђена на самој граници општина Врачар и Вождовац, у крају Београда познатом као Пашино брдо (после Другог светског рата и као Лекино брдо). Припада Београдско-карловачкој архиепископији.

## Патрон цркве Света Тројица
Црква је посвећена Богу у виду Свете Тројице: Оца, Сина и Светог Духа.

## Историјат градње
Због наглог ширења Београда након Првог светског рата, као и великог прилива становништва, јавила се потреба да се подигне храм за потребе становника Вождовачког краја, на подручју које се у то време звало „Предграђе Војводе Степе” (Пашино брдо). Живојин Радосављевић, учитељ у пензији и секретар Одбора за изградњу великог Храма Светог Саве је предложио Друштву за унапређење овог предграђа, чији је био члан, да се закупи нека кућа и адаптира у капелу у коју би се пренео иконостас старе Светосавске цркве. Ово је требало да буде прелазно решење, док се не створе услови за изградњу новог храма. Иако су неки чланови Друштва сматрали да капела није довољно угледна, постигнут је договор, у нади да ће се у будућности подићи велики храм. У ту сврху изабрана је зграда у улици Господара Вучића бр. 89, која је у то време била летњиковац војводе Бојовића. Након што је капела уређена, постављен стари иконостас из цркве Светог Саве, освећена је 8. децембра 1935. године. Освећење је извршио епископ Викентије (Вујић), и посвећена је Светој Тројици.
Била је веома важна за духовни живот престонице, јер је у то доба ово била једина црква од Храма Светог Саве до Гроцке, и покривала је службом око стотину хиљада грађана.
Још од савезничког бомбардовања Београда 18. маја 1944. године, током ког је овај део града претрпео велика страдања иако у близини није било никаквих војних објеката, сваке године се тог дана врши парастос изгинулима.
Црквена општина је још 1935. године почела да преговара о куповини плаца за изградњу новог храма, али је то реализовала тек по завршетку рата 1947. године, купивши земљиште од Карла Хусњика на тромеђи улица Требињске, Крушевачке и Колашинске. То је најлепша локација на брду, на месту на коме се некада налазила чешка колонија. Међутим, комунистички режим је убрзо национализовао ово земљиште са образложењем да ће се на тој локацији направити парк, што је и учињено. Црквена општина је, немајући друго решење, 22. септембра 1953. године донела одлуку да откупи зграду у којој се већ налазила капела. Та парцела је 1994. године враћена цркви и 2000. године је започета градња нове цркве, Храма Светог Преображења Господњег, који је освештан 2005. године.

## Ентеријер
Иконостас, који је украшен биљним и животињским орнаментима у дуборезу, је цркви Свете Тројице уступио протојереј Миливоје Црвчанин из Београда. Освештао га је Патријарх Герман 25. октобра 1959. године. Изађен је у Резбарској школи у Охриду по нацрту руских уметника Билибина и Каткова из Париза. Са десне стране Царских двери се налазе иконе Христа Спаситеља и Светог Јована, а са леве стране икона Пресвете Богородице и архиђакона Срефана. На Царским дверима су осликане Благовести. У храму се налази и Иверска икона Пресвете Богородице која је донесена из светогорског манастира Ивирон.
Старешина храма, протојереј Милорад Остојић, уређује парохијски лист храма Свете Тројице под називом „Светотројично слово”. Планира се обнова храма, адаптација црквених просторија, изградња капије и уређење порте.

## Нова црква
Црква која се налазила у улици Господара Вучића 89 је током 2018. године срушена због дотрајалости, а на њеном месту ће бити изграђена нова црква Свете Тројице. Изградња нове цркве почела је септембра исте године, а завршетак је планиран за септембар 2020. године. За време радова, службе се одржавају у парохијском дому, који је такође нов и чија је градња завршена 2017. године. Нова црква се гради по плановима архитекте Александра Лукића.